# フランシスク・コロン
フランシスク・コロン（Francisque Collomb, 1910年12月19日 - 2009年7月24日）は、フランスの政治家。Saint-Rambert-en-Bugey生まれ。1976年から1989年までの間、ローヌ＝アルプ地域圏のリヨンにて市長を務めた。